# Prionoblemma przewalskyi
Prionoblemma przewalskyi är en skalbaggsart som beskrevs av Jakovlev 1887. Prionoblemma przewalskyi ingår i släktet Prionoblemma och familjen långhorningar.
Artens utbredningsområde är Kazakstan. Inga underarter finns listade i Catalogue of Life.